# Lijst van beelden in Voorst
Dit is een (onvolledige) chronologische lijst van beelden in de gemeente Voorst. Onder een beeld wordt hier verstaan elk driedimensionaal kunstwerk in de openbare ruimte van de Nederlandse gemeente Voorst, waarbij beeld wordt gebruikt als verzamelbegrip voor sculpturen, standbeelden, installaties, gedenktekens en overige beeldhouwwerken.
Voor een volledig overzicht van de beschikbare afbeeldingen zie de categorie Beelden in Voorst op Wikimedia Commons.
| Geplaatst | Omschrijving | Kunstenaar                             | Locatie                                                                                       | Plaats          | Materiaal                                                                | Afbeelding |
| --------- | --- | -------------------------------------- | --------------------------------------------------------------------------------------------- | --------------- | ------------------------------------------------------------------------ | ---------- |
| 1956-2006 | Grieks meisje en Romeinse jongen in 2006 tijdelijk hier geplaatst vanuit Deventer                                                     | Titus Leeser                           | H.W. Iordensweg 89 De kleine Noordijk                                                         | Wilp            |                                                                          |            |
| 1965 ca.  | De Zaaier | Harry Meek                             | Stond aan de Blériotstraat opgeslagen in afwachting van herplaatsing.                         | Teuge           |                                                                          |            |
| 1965 ca.  | Muurplastiek voormalige kleuterschool                                                                                                 | Harry Meek                             | Teugseweg                                                                                     | Teuge           |                                                                          |            |
| 1971      | Echtpaar | Theo Schreurs                          | Tuinstraat 51 Zorgcentrum De Benring                                                          | Voorst          |                                                                          |            |
| 1972      | Geborgenheid | Henk Visser                            | Dorpsstraat 41 Dorpshuis De Pompe                                                             | Wilp            |                                                                          |            |
| 1974      | Kleutertjes | Theo Schreurs                          | Deventerweg 18                                                                                | Bussloo         |                                                                          |            |
| 1974      | De Karavaan | Harry Meek                             | Troelstralaan 3                                                                               | Twello          |                                                                          |            |
| 1975      | De Bongerd wandplastiek | Pieter de Walle                        | Schoolstraat 2                                                                                | Terwolde        |                                                                          |            |
| 1977      | De familiefiets | Theo Schreurs                          | Kerkstraat 14 obs Hagewinde                                                                   | Wilp            |                                                                          |            |
| 1977      | Bérendine | Maïté Duval                            | Tijmstraat                                                                                    | Voorst          |                                                                          |            |
| 1979      | De rups op de appel | Maïté Duval                            | Schoolstraat                                                                                  | Terwolde        |                                                                          |            |
| 1980      | Pinguïns | Maïté Duval                            | Vermeersweg 61 school                                                                         | Wilp            |                                                                          |            |
| 1980      | Symboliek van de groei ode aan de natuur                                                                                              | Willem Berkhemer                       | IJsbaanweg 8 in 2011 tijdelijk verwijderd                                                     | Twello          |                                                                          |            |
| 1981      | Speel-Leerobject | Ben Harsta                             | Sweelinckstraat 43                                                                            | Twello          |                                                                          |            |
| 1982      | Rêverie | Maïté Duval                            | H.W. Iordensweg in 2011 verplaatst naar de hal van het gemeentehuis                           | Twello          |                                                                          |            |
| 1982      | Het formulier | Theo Schreurs                          | H.W. Iordensweg voor gemeentehuis                                                             | Twello          |                                                                          |            |
| 1983      | 't Pleintje | Jaap van Hunen                         | Zwarte Kolkstraat                                                                             | Wilp-Achterhoek |                                                                          |            |
| 1983      | Ontplooiing | Ben Harsta                             | Hietweideweg 2                                                                                | Twello          |                                                                          |            |
| 1985      | Monument Vliegveld Teuge | Harry Meek                             | bij de hoofdingang van het vliegveld                                                          | Teuge           |                                                                          |            |
| 1987      | De Gans | Maïté Duval                            | Rijksstraatweg hoek Tuinstraat                                                                | Voorst          |                                                                          |            |
| 1987      | Grand Père, Grand Mère Rust na arbeid                                                                                                 | Maïté Duval                            | Dokter Blokplantsoen                                                                          | Klarenbeek      |                                                                          |            |
| 1987      | De rustende landman | Theo Schreurs                          | Molenweg Gestolen in 2011, vernield teruggevonden, hersteld, in september 2013 teruggeplaatst | Terwolde        |                                                                          |            |
| 1989      | De Stenen Wachter | Marius van Beek                        | Hoek Johan Willem Frisostraat                                                                 | Twello          |                                                                          |            |
| 1990      | Martinus en bedelaar | Harry Meek                             | Kerklaan                                                                                      | Twello          | beton                                                                    |            |
| 1991      | Vogue | Léon Vermunt                           | Rijksstraatweg 104                                                                            | Voorst          |                                                                          |            |
| 1991      | Kunstwerk uit 3 delen | Eugène Terwindt                        | Domineestraat                                                                                 | Twello          |                                                                          |            |
| 1993      | Dansend Paar | Kees Jansen                            | Korte Binnenweg                                                                               | Voorst          |                                                                          |            |
| 1994      | De Pomp | Hedda Buijs                            | Dorpsplein                                                                                    | Nijbroek        |                                                                          |            |
| 1997      | Varkentjes op ballen | Kees Jansen                            | Marktplein                                                                                    | Twello          | brons                                                                    |            |
| 1998      | Twee mensen | Péta Vlieger                           | Mackenzieplein in 2011 gestolen                                                               | Wilp            |                                                                          |            |
| 1998      | De Vechtertjes | Greet Grottendieck                     | Avervoordseweg                                                                                | De Vecht        |                                                                          |            |
| 1999      | Hoorn des overvloeds | Marte Röling                           | Vaassenseweg, hoek Schoolstraat                                                               | Terwolde        |                                                                          |            |
| 2000      | De Wereldbol | Betty RousJohn Langen                  | Sluinerweg 2 entree Attero                                                                    | Wilp-Achterhoek |                                                                          |            |
| 2001      | Meisje in de wind | Theo Schreurs                          | IJsseldijk                                                                                    | Wilp            |                                                                          |            |
| 2002      | Tribunaal der dieren herinneringsmonument MKZ-crisis (2001)                                                                           | Hans van Coevorden                     | Dorpsplein bij de kerk                                                                        | Nijbroek        |                                                                          |            |
|           | Herdenkingsmonument MKZ-crisis (2001)                                                                                                 |                                        | Dorpsstraat bij de kerk                                                                       | Terwolde        |                                                                          |            |
| 2003      | De Barmhartige Samaritaan | Frank Letterie                         | IJsbaanweg Verzorgingshuis Het Grotenhuis in 2011 tijdelijk verwijderd                        | Twello          |                                                                          |            |
| 2003      | Family dancing in the World | Tafadzwa Mapfuka                       | IJsbaanweg Verzorgingshuis Het Grotenhuis                                                     | Twello          |                                                                          |            |
| 2003      | Groei | Saskia Koning                          | IJsbaanweg Verzorgingshuis Het Grotenhuis in 2011 tijdelijk verwijderd                        | Twello          |                                                                          |            |
| 2006      | Thank you all for our liberation! monument voor zes bemanningsleden van een geallieerde bommenwerper die in 1943 hier de dood vonden. | Gé Veen metselwerk vrijwilligers Teuge | De Zanden achter de kijkplaats van het vliegveld                                              | Teuge           |                                                                          |            |
| 2011      | Akka van Kebnekaise | Herman Lamers                          | Stationsplein                                                                                 | Twello          |                                                                          |            |
| 2012      | Kijk! Teuge landart vliegveldkijkplaats                                                                                               | Joost van Hezewijk                     | De Zanden achter de schaapskooi                                                               | Teuge           |                                                                          |            |
| 2012      | Houten kopie van Het echtpaar | .. Weijenberg                          | Bij 's Heeren Loo Tuinstraat 51                                                               | Voorst          |                                                                          |            |
| 2014      | Uil | Sander Boom                            | Vaassenseweg/Broekhuizerstraat                                                                | Terwolde        | Hout (gezaagd uit ter plekke staande boom)                               |            |
| 2015      | Door water verbonden, installatie | Jos Apeldoorn                          | Kadijk, ter hoogte van het sluisje                                                            | Terwolde        | Eeuwenoud eikenhout, vrijgekomen bij de restauratie van het oude sluisje |            |
| ?         | Gepolychromeerde beeldengroep (vrouwen met honden)                                                                                    | ?                                      | Huize Het Schol                                                                               | Wilp            |                                                                          |            |
| ?         | Totempaal | ?                                      | Tijmstraat                                                                                    | Voorst          |                                                                          |            |